# Kang Ding
Kang Ding (康丁S) o Geng Ding (庚丁S), nome personale Zi Xiao (子嚣S) (... – 1198 a.C.) è stato un sovrano cinese della Dinastia Shang (27° oppure 28° sovrano della dinastia, a seconda delle fonti). Salì al trono a Yin (殷) nel 1219 a.C. (anno dello Jiawu (甲午)) e regnò fino al 1198 a.C. secondo la tradizione. Secondo ricerche più recenti il suo regno è da collocarsi, circa tra il 1170 ed il 1147 a.C. e sarebbe durato dai 6 agli 8 anni.
Gli successe il figlio Wu Yi.